# Druga liga SR Јugoslavije u fudbalu (1994/1995)
Sezon 1994/95 Drugiej ligi SR Јugoslavije – 3. edycja rozgrywek jugosłowiańskiej Drugiej ligi (srb. Дpугa caвeзнa лига – Druga savezna liga) w piłce nożnej.
Rozgrywki toczyły się w dwóch grupach: A i B, a każda grupa grała w dwóch rundach: jesiennej oraz wiosennej i występowało w nich łącznie 20 drużyn. Po zakończeniu rundy jesiennej cztery ostatnie drużyny grupy A spadły do grupy B Drugiej ligi, natomiast cztery najlepsze drużyny grupy B awansowały do grupy A Drugiej ligi. Po zakończeniu rundy wiosennej mistrz oraz wicemistrz grupy A awansowali bezpośrednio do grupy B Prvej ligi SR Јugoslavije, a drużyny z 3. i 4. miejsca w tabeli grupy A zagrają w barażu o awans z 17. i 18. drużyną grupy B Prvej ligi. Cztery ostatnie drużyny grupy A spadły do grupy B Drugiej ligi, natomiast cztery najlepsze drużyny grupy B awansowały do grupy A Drugiej ligi. Cztery ostatnie drużyny grupy B spadły do Srpskiej ligi lub Crnogorskiej ligi, a drużyny z 15. i 16. miejsca w tabeli grupy B zagrają w barażu o pozostanie w Drugiej lidze z wicemistrzami trzech grup Srpskiej ligi oraz z wicemistrzem Crnogorskiej ligi. 

## Druga liga SR Јugoslavije

### Drużyny
W Drugiej lidze w sezonie 1994/95 występowało 20 drużyn, które grały w dwóch grupach: A i B.
| Drużyna                                                            | Miasto           | Sezon 1993/94                   | Uwagi                                                             |
| Drużyny, które spadły z Prvej ligi SR Јugoslavije 1993/94:         |                  |                                 |                                                                   |
| OFK Kikinda                                                        | Kikinda          | 17. miejsce                     | przegrał baraże z FK Loznica                                      |
| FK Mogren Budva                                                    | Budva            | 19. miejsce                     |                                                                   |
| FK Jastrebac Niš                                                   | Nisz             | 20. miejsce                     |                                                                   |
| Drużyny, które występowały w Drugiej lidze SR Јugoslavije 1993/94: |                  |                                 |                                                                   |
| FK Novi Pazar                                                      | Novi Pazar       | 3. miejsce                      | przegrał baraże z FK Sutjeska Nikšić                              |
| FK Čukarički Belgrad                                               | Belgrad-Čukarica | 5. miejsce                      |                                                                   |
| FK Dinamo Pančevo                                                  | Pančevo          | 6. miejsce                      |                                                                   |
| FK Badnjevac                                                       | Badnjevac        | 7. miejsce                      |                                                                   |
| RFK Novi Sad                                                       | Nowy Sad         | 8. miejsce                      |                                                                   |
| FK Priština                                                        | Prisztina        | 9. miejsce                      |                                                                   |
| FK Jedinstvo Bijelo Polje                                          | Bijelo Polje     | 10. miejsce                     |                                                                   |
| FK Mladost Lučani                                                  | Lučani           | 11. miejsce                     |                                                                   |
| FK Mačva Šabac                                                     | Šabac            | 12. miejsce                     |                                                                   |
| FK Mladost Bački Jarak                                             | Bački Jarak      | 13. miejsce                     |                                                                   |
| FK Dubočica Leskovac                                               | Leskovac         | 14. miejsce                     |                                                                   |
| FK Borac Banja Luka (Belgrad)                                      | Banja Luka (BiH) | 15. miejsce                     | domowe mecze rozgrywa w Belgradzie; wygrał baraże z FK Mornar Bar |
| Drużyny, które awansowały z Trećej ligi SR Јugoslavije 1993/94:    |                  |                                 |                                                                   |
| FK Budućnost Valjevo                                               | Valjevo          | 1. miejsce Srpska liga – Zapad  |                                                                   |
| FK Hajduk Belgrad                                                  | Belgrad-Zvezdara | 1. miejsce Srpska liga – Sjever |                                                                   |
| FK Iskra Danilovgrad                                               | Danilovgrad      | 1. miejsce Crnogorska liga      |                                                                   |
| FK Železničar Niš                                                  | Nisz             | 1. miejsce Srpska liga – Istok  |                                                                   |
| FK Javor Ivanjica                                                  | Ivanjica         | 2. miejsce Srpska liga – Zapad  | wygrał baraże z FK Topličanin Prokuplje                           |

### Zasady przyznawania punktów
- Zwycięstwo: 2 punkty
- Remis: 1 punkt
- Porażka: 0 punktów

## Runda jesienna

### Tabela grupy A
| Poz. | Klub                   | M  | Pkt. | Mecze | Mecze | Mecze | Bramki | Bramki |
| Poz. | Klub                   | M  | Pkt. | zwy.  | rem.  | por.  | zdob.  | stra.  |
| ---- | ---------------------- | -- | ---- | ----- | ----- | ----- | ------ | ------ |
| 1    | FK Mladost Lučani      | 18 | 22   |       |       |       |        |        |
| 2    | FK Mogren Budva        | 18 | 22   |       |       |       |        |        |
| 3    | FK Mladost Bački Jarak | 18 | 21   |       |       |       |        |        |
| 4    | FK Čukarički Belgrad   | 18 | 20   |       |       |       |        |        |
| 5    | FK Novi Pazar          | 18 | 19   |       |       |       |        |        |
| 6    | FK Mačva Šabac         | 18 | 19   |       |       |       |        |        |
| 7    | OFK Kikinda            | 18 | 17   |       |       |       |        |        |
| 8    | FK Jastrebac Niš       | 18 | 16   |       |       |       |        |        |
| 9    | FK Dubočica Leskovac   | 18 | 14   |       |       |       |        |        |
| 10   | FK Dinamo Pančevo      | 18 | 11   |       |       |       |        |        |

| Legenda:                       |
| spadek do grupy B Drugiej ligi |

- FK Mladost Lučani, FK Mogren Budva, FK Mladost Bački Jarak, FK Čukarički Belgrad, FK Novi Pazar i FK Mačva Šabac pozostały w grupie A Drugiej ligi.
- FK Dinamo Pančevo, FK Dubočica Leskovac, FK Jastrebac Niš i OFK Kikinda spadły do grupy B Drugiej ligi.

### Tabela grupy B
| Poz. | Klub                          | M  | Pkt. | Mecze | Mecze | Mecze | Bramki | Bramki |
| Poz. | Klub                          | M  | Pkt. | zwy.  | rem.  | por.  | zdob.  | stra.  |
| ---- | ----------------------------- | -- | ---- | ----- | ----- | ----- | ------ | ------ |
| 1    | FK Badnjevac                  | 18 | 26   |       |       |       |        |        |
| 2    | FK Železničar Niš             | 18 | 26   |       |       |       |        |        |
| 3    | RFK Novi Sad                  | 18 | 24   |       |       |       |        |        |
| 4    | FK Javor Ivanjica             | 18 | 22   |       |       |       |        |        |
| 5    | FK Borac Banja Luka (Belgrad) | 18 | 20   |       |       |       |        |        |
| 6    | FK Hajduk Belgrad             | 18 | 18   |       |       |       |        |        |
| 7    | FK Budućnost Valjevo          | 18 | 18   |       |       |       |        |        |
| 8    | FK Priština                   | 18 | 14   |       |       |       |        |        |
| 9    | FK Iskra Danilovgrad          | 18 | 9    |       |       |       |        |        |
| 10   | FK Jedinstvo Bijelo Polje     | 18 | 3    |       |       |       |        |        |

| Legenda:                      |
| awans do grupy A Drugiej ligi |

- FK Badnjevac, FK Železničar Niš, RFK Novi Sad i FK Javor Ivanjica awansowały do grupy A Drugiej ligi.
- FK Borac Banja Luka (Belgrad), FK Hajduk Belgrad, FK Budućnost Valjevo, FK Priština, FK Iskra Danilovgrad i FK Jedinstvo Bijelo Polje pozostały w grupie B Drugiej ligi.

## Runda wiosenna

### Tabela grupy A
| Poz. | Klub                   | M  | Pkt. | Mecze | Mecze | Mecze | Bramki | Bramki |
| Poz. | Klub                   | M  | Pkt. | zwy.  | rem.  | por.  | zdob.  | stra.  |
| ---- | ---------------------- | -- | ---- | ----- | ----- | ----- | ------ | ------ |
| 1    | FK Mladost Lučani      | 18 | 23   |       |       |       |        |        |
| 2    | FK Čukarički Belgrad   | 18 | 23   |       |       |       |        |        |
| 3    | FK Novi Pazar          | 18 | 21   |       |       |       |        |        |
| 4    | FK Mladost Bački Jarak | 18 | 20   |       |       |       |        |        |
| 5    | FK Mačva Šabac         | 18 | 19   |       |       |       |        |        |
| 6    | FK Mogren Budva        | 18 | 18   |       |       |       |        |        |
| 7    | FK Železničar Niš      | 18 | 17   |       |       |       |        |        |
| 8    | FK Badnjevac           | 18 | 15   |       |       |       |        |        |
| 9    | FK Javor Ivanjica      | 18 | 13   |       |       |       |        |        |
| 10   | RFK Novi Sad           | 18 | 11   |       |       |       |        |        |

### Tabela grupy B
| Poz. | Klub                          | M  | Pkt. | Mecze | Mecze | Mecze | Bramki | Bramki |
| Poz. | Klub                          | M  | Pkt. | zwy.  | rem.  | por.  | zdob.  | stra.  |
| ---- | ----------------------------- | -- | ---- | ----- | ----- | ----- | ------ | ------ |
| 1    | FK Priština                   | 18 | 24   |       |       |       |        |        |
| 2    | FK Hajduk Belgrad             | 18 | 22   |       |       |       |        |        |
| 3    | FK Jastrebac Niš              | 18 | 22   |       |       |       |        |        |
| 4    | OFK Kikinda                   | 18 | 21   |       |       |       |        |        |
| 5    | FK Budućnost Valjevo          | 18 | 21   |       |       |       |        |        |
| 6    | FK Borac Banja Luka (Belgrad) | 18 | 19   |       |       |       |        |        |
| 7    | FK Dubočica Leskovac          | 18 | 18   |       |       |       |        |        |
| 8    | FK Dinamo Pančevo             | 18 | 15   |       |       |       |        |        |
| 9    | FK Iskra Danilovgrad          | 18 | 8    |       |       |       |        |        |
| 10   | FK Jedinstvo Bijelo Polje     | 18 | 2    |       |       |       |        |        |

## Końcowa kolejność
| Poz.                 | Klub                          | M                    | Pkt.                 | Pkt.                 | Pkt.                 |
| Poz.                 | Klub                          | M                    | runda wiosenna       | bonus                | razem                |
| grupa A Drugiej ligi | grupa A Drugiej ligi          | grupa A Drugiej ligi | grupa A Drugiej ligi | grupa A Drugiej ligi | grupa A Drugiej ligi |
| -------------------- | ----------------------------- | -------------------- | -------------------- | -------------------- | -------------------- |
| 1                    | FK Mladost Lučani             | 36                   | 23                   | 11                   | 34                   |
| 2                    | FK Čukarički Belgrad          | 36                   | 23                   | 8                    | 31                   |
| 3                    | FK Mladost Bački Jarak        | 36                   | 20                   | 9                    | 29                   |
| 4                    | FK Novi Pazar                 | 36                   | 21                   | 7                    | 28                   |
| 5                    | FK Mogren Budva               | 36                   | 18                   | 10                   | 28                   |
| 6                    | FK Mačva Šabac                | 36                   | 19                   | 7                    | 26                   |
| 7                    | FK Železničar Niš             | 36                   | 17                   | 7                    | 24                   |
| 8                    | FK Badnjevac                  | 36                   | 15                   | 8                    | 23                   |
| 9                    | FK Javor Ivanjica             | 36                   | 13                   | 5                    | 18                   |
| 10                   | RFK Novi Sad                  | 36                   | 11                   | 6                    | 17                   |
| grupa B Drugiej ligi |                               |                      |                      |                      |                      |
| 11                   | FK Hajduk Belgrad             | 36                   | 22                   | 6                    | 28                   |
| 12                   | FK Jastrebac Niš              | 36                   | 22                   | 6                    | 28                   |
| 13                   | OFK Kikinda                   | 36                   | 21                   | 7                    | 28                   |
| 14                   | FK Priština                   | 36                   | 24                   | 3                    | 27                   |
| 15                   | FK Budućnost Valjevo          | 36                   | 21                   | 5                    | 26                   |
| 16                   | FK Borac Banja Luka (Belgrad) | 36                   | 19                   | 7                    | 26                   |
| 17                   | FK Dinamo Pančevo             | 36                   | 15                   | 8                    | 23                   |
| 18                   | FK Dubočica Leskovac          | 36                   | 18                   | 4                    | 22                   |
| 19                   | FK Iskra Danilovgrad          | 36                   | 8                    | 1                    | 9                    |
| 20                   | FK Jedinstvo Bijelo Polje     | 36                   | 2                    | 1                    | 3                    |

| Legenda:                                                   |
| awans do grupy B Prvej ligi SR Јugoslavije                 |
| baraże o awans do grupy B Prvej ligi SR Јugoslavije        |
| spadek do grupy B Drugiej ligi SR Јugoslavije              |
| awans do grupy A Drugiej ligi SR Јugoslavije               |
| baraże o pozostanie w grupie B Drugiej ligi SR Јugoslavije |
| spadek do Srpskiej ligi lub Crnogorskiej ligi              |

- FK Mladost Lučani i FK Čukarički Belgrad awansowały do grupy B Prvej ligi 1995/96.
- FK Mladost Bački Jarak wygrał swoje mecze barażowe i awansował do grupy B Prvej ligi 1995/96.
- FK Novi Pazar przegrał swoje mecze barażowe i pozostał w grupie A Drugiej ligi 1995/96.
- FK Mogren Budva i FK Mačva Šabac pozostały w grupie A Drugiej ligi 1995/96.
- FK Železničar Niš, FK Badnjevac, FK Javor Ivanjica i RFK Novi Sad spadły do grupy B Drugiej ligi 1995/96.
- FK Hajduk Belgrad, FK Jastrebac Niš, OFK Kikinda i FK Priština awansowały do grupy A Drugiej ligi 1995/96.
- FK Budućnost Valjevo wygrał swoje mecze barażowe i pozostał w grupie B Drugiej ligi 1995/96.
- FK Borac Banja Luka (Belgrad) przegrał swoje mecze barażowe i spadł do Srpskiej ligi 1995/96.
- FK Dinamo Pančevo i FK Dubočica Leskovac spadły do Srpskiej ligi 1995/96.
- FK Iskra Danilovgrad i FK Jedinstvo Bijelo Polje spadły do Crnogorskiej ligi 1995/96.

## Baraż o grę w Prvej lidze SR Јugoslavije
- W barażu o pozostanie w / awans do Prvej ligi SR Јugoslavije występowało 4 drużyny, które grały o dwa miejsca w grupie B Prvej ligi w sezonie 1995/96: 
  - FK Sloboda Užice – 17. drużyna grupy B Prvej ligi
  - FK Spartak Subotica – 18. drużyna grupy B Prvej ligi
  - FK Mladost Bački Jarak – 3. drużyna grupy A Drugiej ligi
  - FK Novi Pazar – 4. drużyna grupy A Drugiej ligi

### FK Sloboda Užice-FK Novi Pazar
- FK Sloboda Užice wygrała mecze barażowe i pozostała w Prvej lidze.
- FK Novi Pazar przegrał mecze barażowe i pozostał w Drugiej lidze.

### FK Spartak Subotica-FK Mladost Bački Jarak
- FK Spartak Subotica przegrał mecze barażowe i spadł do Drugiej ligi.
- FK Mladost Bački Jarak wygrał mecze barażowe i awansował do Prvej ligi.

## Baraż o grę w Drugiej lidze SR Јugoslavije
- W barażu o pozostanie w / awans do  Drugiej ligi SR Јugoslavije występowało 6 drużyn, które grały o dwa miejsca w grupie B Drugiej ligi w sezonie 1995/96: 
  - FK Budućnost Valjevo – 15. drużyna grupy B Drugiej ligi
  - FK Borac Banja Luka (Belgrad) – 16. drużyna grupy B Drugiej ligi
  - FK Beograd – 2. drużyna Srpskiej ligi Sjever
  - FK Mladost Podgorica – 2. drużyna Crnogorskiej ligi
  - FK Sartid Smederevo – 2. drużyna Srpskiej ligi Zapad
  - FK Radnički Pirot – 2. drużyna Srpskiej ligi Istok

### 1. runda
- FK Beograd i FK Radnički Pirot wygrały mecze barażowe i awansowały do 2. rundy baraży o awans do Drugiej ligi.
- FK Mladost Podgorica przegrał mecze barażowe i pozostał w Crnogorskiej lidze.
- FK Sartid Smederevo przegrał mecze barażowe i pozostał w Srpskiej lidze.

### 2. runda

#### FK Budućnost Valjevo-FK Radnički Pirot
- FK Budućnost Valjevo wygrał mecze barażowe i pozostał w Drugiej lidze.
- FK Radnički Pirot przegrał mecze barażowe i pozostał w Srpskiej lidze.

#### FK Borac Banja Luka (Belgrad)-FK Beograd
- FK Borac Banja Luka (Belgrad) przegrał mecze barażowe i spadł do Srpskiej ligi.
- FK Beograd wygrał mecze barażowe i awansował do Drugiej ligi.